# تشاه دول (شبانكارة)
تشاه دول (بالفارسية: چاه‌دول) هي قرية تقع في إيران في قسم شبانكارة الريفي. يقدر عدد سكانها بـ 508 نسمة بحسب إحصاء 2016.